# Родригес, Рамон (политик)
Рамон Родригес (исп. Ramón Rodríguez) — сальвадорский политик, временно занимавший пост главы государства в 1850 году.
В 1848 году был избран в сальвадорский Сенат (верхнюю палату парламента).
В начале 1850 года истекал первый президентский срок Доротео Васконселоса, и парламентская оппозиция высказывала настойчивые опасения, что действующий президент окажет давление на избирателей для своего переизбрания. В ответ на эти претензии Васконселос 26 января 1850 года сложил свои полномочия, и конгресс (нижняя палата парламента) утвердил Рамона Родригеса исполняющим обязанности президента.
29 января Родригес подвёл итоги состоявшихся выборов и утвердил победу на них Васконселоса, а также Феликса Кироса в качестве вице-президента. В тот же день Родригес был утверждён в качестве первого номера в списке из трёх сенаторов, к которым должна была перейти исполнительная власть в стране в период президентского срока Васконселоса (1850—1851) при наступлении исключительных обстоятельств. 4 февраля Васконселос вступил в должность президента, в связи с чем временный мандат Родригеса закончился.
В январе 1851 года, когда война с Гватемалой стала неизбежной, временно возглавлял исполнительную власть в связи с тем, что президент Васконселос лично возглавил войска.
В июне 1851 года первым подписал благодарственное письмо представителей своего родного города Сан-Висенте новому президенту Франсиско Дуэньясу, занявшему пост после военного поражения Васконселоса, приветствуя усилия Дуэньяса в области образования, дорожного строительства и сооружения нового морского порта в городе Пуэрто-де-ла-Конкордия (ныне Сан-Луис-Ла-Эррадура).